# La Malice
Singles de Shy'm
Contrôle
(2013)  L'Effet de Serre
(2014)
La Malice est le premier single de l'album Solitaire de Shy'm, sorti le 15 septembre 2014, le clip lui est sorti le 21 octobre 2014. Il est signé sous le label Warner Music France, la chanson a été écrite par Cyril Kamar et Louis Côté.
Un vidéoclip dirigé par Hervé Humbert sort le 21 octobre 2014. La vidéo met en scène le personnage de Shy’m des albums précédents (brune) qui se mue en Tamara, le personnage de l’album Solitaire. Le titre est chanté lors du Paradoxale Tour.

## Clip vidéo
Le clip du single est tourné dans le désert du Karoo proche de Cape-Town en Afrique du Sud, sous la direction de la chanteuse, co-réalisatrice d'un de ses clips pour la toute première fois. Le clip met en scène au sein d'un groupe de femmes attachées et brutalisées par plusieurs hommes. Peu à peu, la chanteuse prend le dessus, s'impose comme défenseuse des femmes. Shy'm retire une perruque brune pour dévoiler ses cheveux rouges. Très sensuelle et sauvage, Shy’m porte des bijoux en os et une tenue lacée de peau. La chanteuse est très proche d’une jeune blonde, visiblement apeurée par la situation.

## Performances live
La Malice a été interprété pour la première fois dans l’émission Les Années bonheur sur France 2 à la suite de deux de ses tubes du précédent albums, à savoir : Et Alors ! et On se fout de nous. Pour la performance, Shy’m apparaît avec les cheveux rouges du personnage de son album Solitaire avec un anneau au nez, portant une longue robe blanche semi-transparente et pied nu.
La chanson a été une performance majeure de la tournée, Paradoxale Tour (2015). La chanteuse est alors vêtu de sa première tenue de scène, une longue robe noire et blanche très échancrée des deux côtés suggéré par les jeux de lumières devant un cube géant. Ses danseurs sont habillés en chirurgien avec des tabliers noirs et interprètent ensemble des danses contemporaines.

## Classement[5]
| Classement (2014) | Meilleure position |
| ----------------- | ------------------ |
| France            | 25                 |
| Belgique          | 34                 |

## Critique
Le clip est accusé de plagiat par la chanteuse Ysa Ferrer qui serait similaire à son clip Je vois à cité sur son compte Twitter.

## Apparitions dans les compilations
- 2014 : NRJ Music Awards 2014